# 網狀聚合物
網狀聚合物，又稱為熱固性聚合物。

## 特性
1. 小單元體連接成網狀。
2. 耐高溫，不會被熔化，只是不能回收再利用，造成環保問題。
3. 不易變形。

## 種類
- 合成橡膠